# 中村俊夫 (音楽ライター)
中村 俊夫（なかむら としお、1954年9月10日 - ）は、音楽ライター、音楽プロデューサー。東京都生まれ。

## 来歴
葛飾区出身。駒澤大学経営学部卒業。音楽雑誌編集者、レコード・ディレクターを経て、フリーの放送作家、音楽コーディネータとして活動。専門は1950年から1970年代初頭までの音楽・日本映画を含む風俗文化。
90年代からT・レックス、60年代ポップス、GS、日本ロック、昭和歌謡などの音源のCD復刻プロデュースを多数手がける。共著に『みんなGSが好きだった』『ミカのチャンス・ミーティング』『日本ロック大系』『歌謡曲だよ、人生は』『エッジィな男 ムッシュかまやつ』など。60年代の音楽文化愛好家。
2022年、11月30日発売のりんともシスターズの「舞姫」をプロデュース。

## 著書
- 『ザ・ビートルズ・イン・東京』江田浩之共著　JAMパブリッシング 1986.6
- 『みんなGSが好きだった』北島一平共著　主婦と生活社 1987.9
- 『ミカのチャンス・ミーティング』福井ミカ共著　宝島社 1988.5
- 『日本ロック大系 1957-1979』共著（月刊オンステージ編集部）白夜書房 1990
- 『歌謡曲だよ、人生は』共著　シンコー・ミュージック
- 『みんなGS（グループサウンズ）が好きだった』扶桑社文庫 1999.10
- 『エッジィな男 ムッシュかまやつ』サエキけんぞう共著　リットーミュージック 2017.10.13[2][3][4]